# Rotheca commiphoroides
Rotheca commiphoroides là một loài thực vật có hoa trong họ Hoa môi. Loài này được (Verdc.) Steane & Mabb. miêu tả khoa học đầu tiên năm 1998.